# Christina Lux

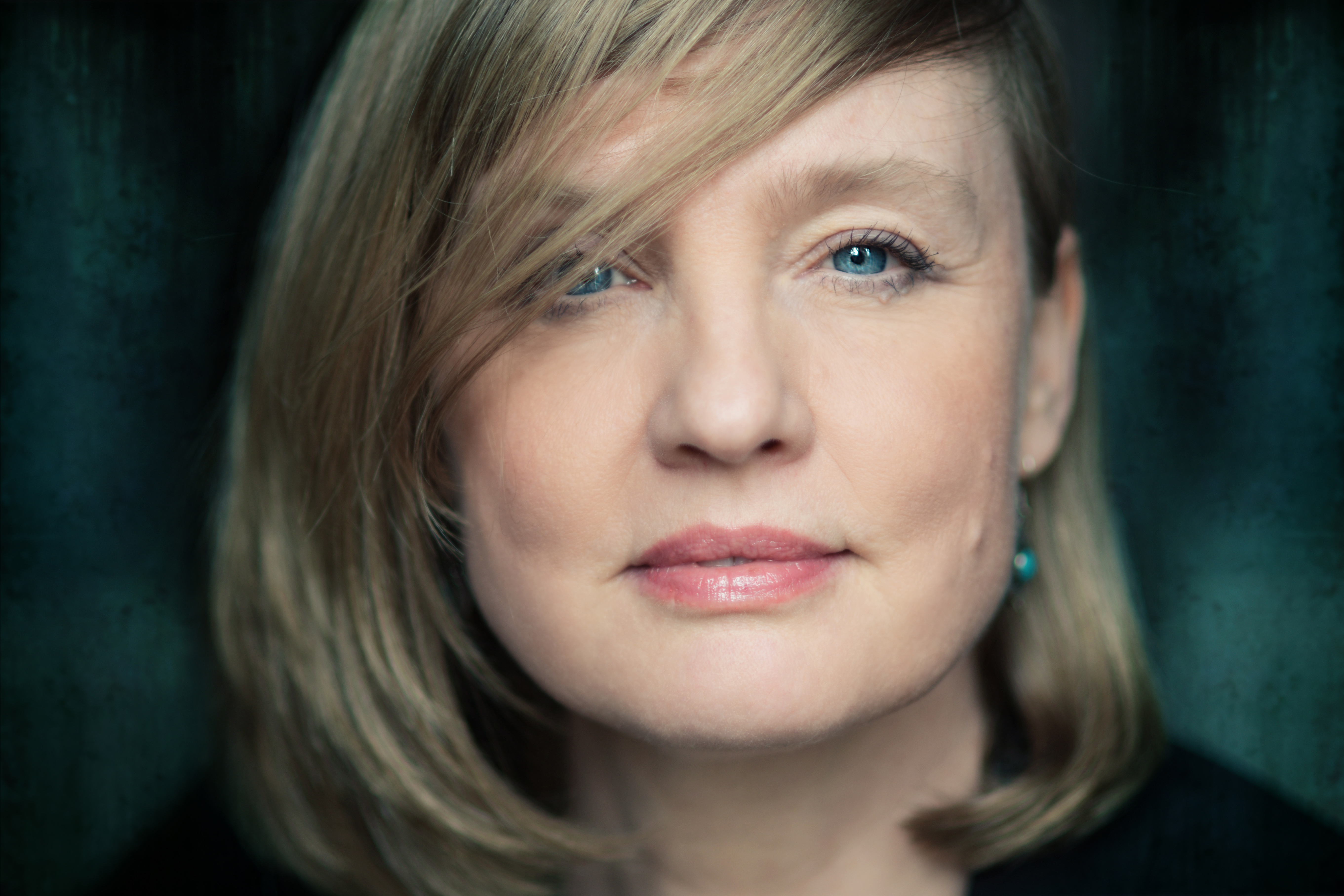
Christina Lux (2021)

Christina Lux (* 26. Mai 1965 in Karlsruhe) ist eine deutsche Musikerin, Sängerin, Gitarristin und Komponistin.

## Leben
Christina Lux ist seit 1983 als Musikerin aktiv, zunächst in lokalen Rockbands, später in verschiedenen Jazz-Formationen. 1989 folgten Tourneen und Plattenaufnahmen als Background-Sängerin mit Purple Schulz, David Torn, Edo Zanki, Laith al Deen u. a.
1993 erschienen erste eigene Songs auf zwei CDs der Formation Vocaleros.
In den folgenden Jahren arbeitete Christina Lux bei verschiedenen Produktionen als Studiomusikerin mit, beispielsweise auf Jon Lords Soloalbum Pictured Within. Bei einer Tournee mit Fury in the Slaughterhouse war sie „Special guest“ und schaffte so schließlich den Durchbruch. 1999 erhielt sie einen Plattenvertrag. Es erschien ihre Debüt-CD Little Luxuries und Solokonzerte folgten.
Neben Auftritten mit dem Lux Trio trat sie u. a. im Vorprogramm von Paul Young, Long John Baldry, Tuck & Patti und Status Quo auf, begleitete 2004 Die Happy auf deren Unplugged-Tournee und spielte 2005 auf dem Montreux Jazz Festival. Bei ihren Auftritten, oft solo oder in kleiner Besetzung (mit dem Dresdner Gitarristen und Percussionisten Reentko), spielt sie einen Mix aus Funk-Folk, Soul und Pop. Ihre Texte schrieb sie bis 2018 vorwiegend in englischer Sprache. Seit dem Album Leise Bilder (2018) sind die Texte überwiegend in deutscher Sprache.
Ihre CD Coming Home At Last erschien 2006 bei BSC Music und war ihre erste komplette Studio-CD, produziert von Christina Lux und Matthias Krauss, aufgenommen und gemischt von Klaus Genuit, Hansastudio Bonn, und eingespielt von Marius Goldhammer (Bass), Tommy Baldu und Heiko Braun (Schlagzeug) und Matthias Krauss (Keyboards). Im Februar 2007 erschien die CD bei Sequoia Records in den USA. Im September 2007 wurde ihre Solo-Live-CD Lux Pure&live veröffentlicht.
Im Januar 2012 erschien ihre CD Playground bei Prudence, die sie zusammen mit Reentko aufgenommen hat. Produziert wurde die CD von Reentko, Christina Lux und Mohi Buschendorf, aufgenommen im Waldhausstudio Birkholz. Weitere Gastmusiker auf der CD sind der Drummer Stephan Emig, der Bassist Dominik Krämer, der Bassist Marius Goldhammer und der Bassist Mohi Buschendorf. Die Songs sind minimalistisch instrumentiert.

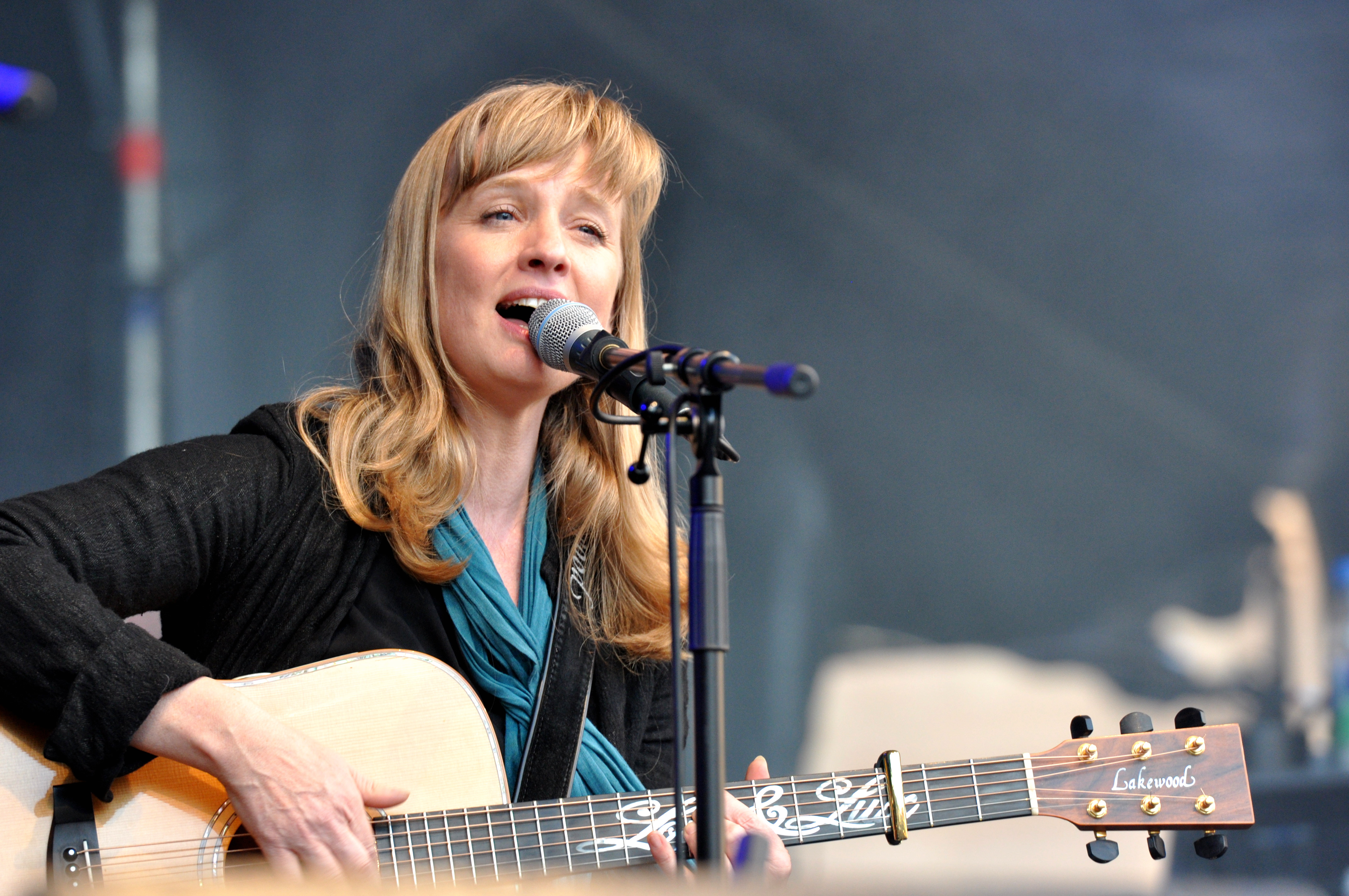
Christina Lux beim Bardentreffen in Nürnberg (2015)

Im Sommer 2015 wurde Lux’ Live-CD Embrace veröffentlicht, die sie teils solo im Maximal Rodgau, teils mit Bodek Janke (Schlagzeug, Tabla) in der Wandelhalle in Bad König aufgenommen hatte. Embrace wurde nominiert für den Preis der Deutschen Schallplattenkritik.
Im März 2018 erschien ihr erstes ganz deutschsprachiges Album Leise Bilder produziert mit Oliver George, aufgenommen bei Klaus Genuit im Hansahaus Studio Bonn, gemastert von Ralf Kemper im River Side Studio Köln. Als Gastmusiker auf dem Album sind Stoppok, Joo Kraus, Dennis Hormes, Markus Segschneider und Laith Al-Deen zu hören. Das Album wurde 2018 mit dem Preis der deutschen Schallplattenkritik im Bereich Liedermacher ausgezeichnet.
Von August bis November 2019 führte sie mit Was zählt für dich die Liederbestenliste an und bekam 2020 dafür den Liederpreis der Liederbestenliste.
Ihr Album „Lichtblicke“ erschien im November 2021. Produziert wurde es von Oliver George und Christina Lux, gemischt und gemastert von Grammy-Gewinner Klaus Genuit im Hansahaus Studio Bonn. Zu Gast waren die Musikerin Tokunbo sowie Anne de Wolff, Marius Goldhammer, Axel Steinbiss u. a. Das Album wurde in zwei Kategorien im Januar 2022 für den Preis der deutschen Schallplattenkritik nominiert. Mit dem Multiinstrumentalisten Oliver George an Schlagzeug, Gitarren und Gesang ist sie seit 2017 als Duo live unterwegs.
Am 6. Oktober 2023 erschien ihr Doppellivealbum „LIve de LUXe“, dass sie zusammen mit Oliver George eingespielt hat.
Christina Lux lebt in Köln.

## Diskografie
- She Is Me EP (1998)
- Little Luxuries (1999)
- Pure Love (2001) feat. Chris Jones
- Live aus dem Stadtgarten Köln (2003) feat. Marius Goldhammer & Nippy Noya
- Believe (2004)
- Coming Home At Last (2006)
- Lux pure&live (2007)
- Playground  (2012) Christina Lux featuring Reentko (Gitarre, percussion & vocals)
- Embrace (2015), Christina Lux Live (feat. Bodek Janke tabla & Drums)
- Leise Bilder (2018)
- Lichtblicke (2021)
- Live deLUXe (2023) Christina Lux & Oliver George